# Liste der Bodendenkmäler in Landshut
Auf dieser Seite sind die Bodendenkmäler in der niederbayerischen kreisfreien Stadt Landshut zusammengestellt. Diese Tabelle ist eine Teilliste der Liste der Bodendenkmäler in Bayern. Grundlage ist die Bayerische Denkmalliste, die auf Basis des Bayerischen Denkmalschutzgesetzes vom 1. Oktober 1973 erstmals erstellt wurde und seither durch das Bayerische Landesamt für Denkmalpflege geführt wird. Die folgenden Angaben ersetzen nicht die rechtsverbindliche Auskunft der Denkmalschutzbehörde.

## Bodendenkmäler in Landshut
| Lage                                      | Objekt | Akten-Nr.     | Bild            |
| ----------------------------------------- | --- | ------------- | --------------- |
| Achdorf Landshut (Standort)               | Frühmittelalterliches Reihengräberfeld. | D-2-7438-0001 |                 |
| Achdorf Landshut (Standort)               | Bestattungsplatz des frühen Mittelalters. | D-2-7438-0002 |                 |
| Achdorf Landshut (Standort)               | Siedlung der Gruppe Oberlauterbach und des Endneolithikums oder der frühen Bronzezeit. | D-2-7438-0003 |                 |
| Achdorf Landshut (Standort)               | Siedlung vor- und frühgeschichtlicher Zeitstellung. | D-2-7438-0005 |                 |
| Achdorf Landshut (Standort)               | Siedlung vor- und frühgeschichtlicher Zeitstellung. | D-2-7438-0007 |                 |
| Achdorf Landshut (Standort)               | Verebnetes viereckiges Grabenwerk und verebnete Kreisgräben vor- und frühgeschichtlicher Zeitstellung. | D-2-7438-0008 |                 |
| Altdorf Landshut (Standort)               | Viereckige Grabenwerke der Hallstattzeit und rundes Grabenwerk wohl der mittleren römischen Kaiserzeit. Siedlung der Metallzeiten, u. a. der Urnenfelder-, Hallstatt- und Latènezeit, sowie der mittleren römischen Kaiserzeit. Gräber der Hallstattzeit.                                                                               | D-2-7438-0009 |                 |
| Altdorf Landshut (Standort)               | Siedlung der frühen Bronze- und der Urnenfelderzeit, Siedlung mit vier Grabenwerken der Hallstattzeit, Siedlung der mittleren römischen Kaiserzeit. | D-2-7438-0010 |                 |
| Altdorf Landshut (Standort)               | Siedlung der Stichbandkeramik/Gruppe Oberlauterbach, der Münchshöfener Gruppe und der späten Latènezeit. | D-2-7438-0011 |                 |
| Altdorf Landshut (Standort)               | Siedlung der Urnenfelder- oder Hallstattzeit und der späten Latènezeit. | D-2-7438-0013 |                 |
| Altdorf Landshut (Standort)               | Siedlung des Neolithikums, der Urnenfelder- und der späten Latènezeit. | D-2-7438-0014 |                 |
| Altdorf Landshut (Standort)               | Siedlung des Neolithikums, der Urnenfelderzeit, der späten Latènezeit und der mittleren römischen Kaiserzeit. | D-2-7438-0015 |                 |
| Altdorf Landshut (Standort)               | Siedlung der Stichbandkeramik, der Münchshöfener Gruppe, der späten Latènezeit, der mittleren römischen Kaiserzeit und der Völkerwanderungszeit. | D-2-7438-0016 |                 |
| Altdorf Altdorf (Niederbayern) (Standort) | Siedlung des Mittelneolithikums (Stichbandkeramik/Gruppe Oberlauterbach) und der Münchshöfener Gruppe. Siedlung und Brandgräber der Urnenfelderzeit. Bestattungsplatz des Neolithikums (Schnurkeramik und Altheimer Kultur) und der Mittellatènezeit.                                                                                   | D-2-7438-0017 |                 |
| Altdorf Landshut (Standort)               | Siedlung der Linearbandkeramik, der Münchshöfener Gruppe, der Latènezeit und allgemein der vorgeschichtlichen Metallzeiten. | D-2-7438-0018 |                 |
| Altdorf Landshut (Standort)               | Siedlung vor- und frühgeschichtlicher Zeitstellung. | D-2-7438-0019 |                 |
| Altdorf Landshut (Standort)               | Siedlung vor- und frühgeschichtlicher Zeitstellung. | D-2-7438-0020 |                 |
| Berg ob Landshut Landshut (Standort)      | Frühmittelalterliche Reihengräber. | D-2-7438-0021 |                 |
| Berg ob Landshut Landshut (Standort)      | Siedlung vor- und frühgeschichtlicher Zeitstellung. | D-2-7438-0022 |                 |
| Berg ob Landshut Landshut (Standort)      | Siedlung vor- und frühgeschichtlicher Zeitstellung. | D-2-7438-0023 |                 |
| Ergolding Landshut (Standort)             | Siedlung des Neolithikums. | D-2-7438-0024 |                 |
| Ergolding Landshut (Standort)             | Verebnetes, vermutlich viereckiges Grabenwerk, Siedlung der Linearbandkeramik, des Mittelneolithikums, der Stichbandkeramik/Gruppe Oberlauterbach, der Münchshöfener und der Altheimer Gruppe, der frühen Bronzezeit sowie der Urnenfelder-, Hallstatt- und späten Latènezeit.                                                          | D-2-7438-0025 |                 |
| Ergolding (Standort)                      | Siedlung der Stichbandkeramik/Gruppe Oberlauterbach, der Münchshöfener Gruppe, der Urnenfelderzeit, der späten Latènezeit, der mittleren römischen Kaiserzeit und des frühen Mittelalters, Gräber des Mittelneolithikums, der Urnenfelderzeit und der mittleren römischen Kaiserzeit, Villa rustica der mittleren römischen Kaiserzeit. | D-2-7438-0026 |                 |
| Ergolding Landshut (Standort)             | Siedlung des Neolithikums u. a. der Stichbandkeramik/Gruppe Oberlauterbach, der Münchshöfener Gruppe, der Metallzeiten u. a. der mittleren Bronzezeit und späten Latènezeit, der mittleren römischen Kaiserzeit sowie der karolingisch-ottonischen Zeit und des Mittelalters bzw. der Neuzeit.                                          | D-2-7438-0027 |                 |
| Ergolding Landshut (Standort)             | Siedlung vor- und frühgeschichtlicher Zeitstellung. | D-2-7438-0029 |                 |
| Landshut (Standort)                       | Untertägige mittelalterliche und frühneuzeitliche Befunde im Bereich der Altstadt von Landshut. | D-2-7438-0030 |                 |
| Münchnerau Landshut (Standort)            | Siedlung vor- und frühgeschichtlicher Zeitstellung. | D-2-7438-0032 |                 |
| Landshut (Standort)                       | Siedlung vor- und frühgeschichtlicher Zeitstellung. | D-2-7438-0033 |                 |
| Münchnerau Landshut (Standort)            | Siedlung vor- und frühgeschichtlicher Zeitstellung. | D-2-7438-0035 |                 |
| Münchnerau Landshut (Standort)            | Siedlung vor- und frühgeschichtlicher Zeitstellung. | D-2-7438-0036 |                 |
| Münchnerau Landshut (Standort)            | Siedlung vor- und frühgeschichtlicher Zeitstellung. | D-2-7438-0037 |                 |
| Münchnerau Landshut (Standort)            | Siedlung vor- und frühgeschichtlicher Zeitstellung. | D-2-7438-0038 |                 |
| Münchnerau Landshut (Standort)            | Siedlung vor- und frühgeschichtlicher Zeitstellung. | D-2-7438-0039 |                 |
| Münchnerau Landshut (Standort)            | Siedlung vor- und frühgeschichtlicher Zeitstellung. | D-2-7438-0040 |                 |
| Münchnerau Landshut (Standort)            | Siedlung vor- und frühgeschichtlicher Zeitstellung. | D-2-7438-0041 |                 |
| Münchnerau Landshut (Standort)            | Verebnetes Grabenwerk und Siedlung vor- und frühgeschichtlicher Zeitstellung. | D-2-7438-0042 |                 |
| Münchnerau Landshut (Standort)            | Siedlung vor- und frühgeschichtlicher Zeitstellung. | D-2-7438-0043 |                 |
| Münchnerau Landshut (Standort)            | Siedlung vor- und frühgeschichtlicher Zeitstellung. | D-2-7438-0044 |                 |
| Münchnerau Landshut (Standort)            | Siedlung vor- und frühgeschichtlicher Zeitstellung. | D-2-7438-0045 |                 |
| Münchnerau Landshut (Standort)            | Siedlung vor- und frühgeschichtlicher Zeitstellung. | D-2-7438-0046 |                 |
| Münchnerau Landshut (Standort)            | Siedlung und verebnetes viereckiges Grabenwerk vor- und frühgeschichtlicher Zeitstellung. | D-2-7438-0047 |                 |
| Münchnerau Landshut (Standort)            | Siedlung vor- und frühgeschichtlicher Zeitstellung. | D-2-7438-0048 |                 |
| Münchnerau Landshut (Standort)            | Siedlung vor- und frühgeschichtlicher Zeitstellung. | D-2-7438-0049 |                 |
| Münchnerau Landshut (Standort)            | Siedlung vor- und frühgeschichtlicher Zeitstellung. | D-2-7438-0050 |                 |
| Münchnerau Landshut (Standort)            | Verebnetes viereckiges Grabenwerk vor- und frühgeschichtlicher Zeitstellung. | D-2-7438-0051 |                 |
| Münchnerau Landshut (Standort)            | Siedlung vor- und frühgeschichtlicher Zeitstellung. | D-2-7438-0052 |                 |
| Münchnerau Landshut (Standort)            | Verebnete vorgeschichtliche Grabhügel. | D-2-7438-0053 |                 |
| Münchnerau Landshut (Standort)            | Verebnetes Grabenwerk vor- und frühgeschichtlicher Zeitstellung. | D-2-7438-0054 |                 |
| Münchnerau Landshut (Standort)            | Siedlung vor- und frühgeschichtlicher Zeitstellung. | D-2-7438-0056 |                 |
| Münchnerau Landshut (Standort)            | Siedlung und zwei verebnete Gräben vor- und frühgeschichtlicher Zeitstellung. | D-2-7438-0057 |                 |
| Münchnerau Landshut (Standort)            | Siedlung vor- und frühgeschichtlicher Zeitstellung. | D-2-7438-0058 |                 |
| Münchnerau Landshut (Standort)            | Siedlung vor- und frühgeschichtlicher Zeitstellung. | D-2-7438-0059 |                 |
| Münchnerau Landshut (Standort)            | Siedlung vor- und frühgeschichtlicher Zeitstellung. | D-2-7438-0060 |                 |
| Münchnerau Landshut (Standort)            | Siedlung vor- und frühgeschichtlicher Zeitstellung. | D-2-7438-0061 |                 |
| Münchnerau Landshut (Standort)            | Siedlung vor- und frühgeschichtlicher Zeitstellung. | D-2-7438-0062 |                 |
| Münchnerau Landshut (Standort)            | Siedlung vor- und frühgeschichtlicher Zeitstellung. | D-2-7438-0063 |                 |
| Münchnerau Landshut (Standort)            | Siedlung vor- und frühgeschichtlicher Zeitstellung. | D-2-7438-0064 |                 |
| Münchnerau Landshut (Standort)            | Siedlung vor- und frühgeschichtlicher Zeitstellung. | D-2-7438-0065 |                 |
| Münchnerau Landshut (Standort)            | Siedlung vor- und frühgeschichtlicher Zeitstellung. | D-2-7438-0066 |                 |
| Münchnerau Landshut (Standort)            | Körpergräber vor- und frühgeschichtlicher Zeitstellung. | D-2-7438-0067 |                 |
| Münchnerau Landshut (Standort)            | Siedlung vor- und frühgeschichtlicher Zeitstellung. | D-2-7438-0068 |                 |
| Münchnerau Landshut (Standort)            | Siedlung vor- und frühgeschichtlicher Zeitstellung. | D-2-7438-0069 |                 |
| Münchnerau Landshut (Standort)            | Siedlung vor- und frühgeschichtlicher Zeitstellung. | D-2-7438-0070 |                 |
| Münchnerau Landshut (Standort)            | Siedlung vor- und frühgeschichtlicher Zeitstellung. | D-2-7438-0071 |                 |
| Münchnerau Landshut (Standort)            | Siedlung vor- und frühgeschichtlicher Zeitstellung. | D-2-7438-0072 |                 |
| Niederkam Landshut (Standort)             | Siedlung vor- und frühgeschichtlicher Zeitstellung. | D-2-7438-0073 |                 |
| Niederkam Landshut (Standort)             | Verebnete vorgeschichtliche Grabhügel. | D-2-7438-0074 |                 |
| Altdorf Altdorf (Niederbayern) (Standort) | Siedlung vor- und frühgeschichtlicher Zeitstellung. | D-2-7438-0120 |                 |
| Berg ob Landshut Landshut (Standort)      | Mittelalterliche Altstraße zur Burg Trausnitz. | D-2-7438-0256 |                 |
| Niederkam Landshut (Standort)             | Teilstücke von Altstraßen der späten Kaiserzeit oder des frühen Mittelalters. | D-2-7438-0257 |                 |
| Berg ob Landshut Landshut (Standort)      | Untertägige mittelalterliche und neuzeitliche Befunde im Bereich der Burg Trausnitz. | D-2-7438-0330 | weitere Bilder  |
| Berg ob Landshut Landshut (Standort)      | Vorgängerbauten des frühen und hohen Mittelalters sowie untertägige Teile der spätmittelalterlichen Kath. Pfarrkirche Hl. Blut; Körpergräber des Mittelalters und der Neuzeit. | D-2-7438-0342 |                 |
| Landshut (Standort)                       | Untertägige mittelalterliche Baubefunde sowie untertägige Teile der frühneuzeitlichen Stadtresidenz von Landshut. | D-2-7438-0343 |                 |
| Ergolding Landshut (Standort)             | Siedlung allgemein vorgeschichtlicher und neolithischer Zeitstellung, u. a. des Mittelneolithikums (Stichbandkeramik) sowie der frühen oder mittleren Bronzezeit. | D-2-7438-0345 |                 |
| Landshut (Standort)                       | Untertägige mittelalterliche und frühneuzeitliche Befunde im Bereich der Zisterzienserinnenabtei Seligenthal sowie untertägige Teile der Abteikirche St. Maria und der Afra-Kapelle. | D-2-7438-0353 |                 |
| Landshut (Standort)                       | Mehrphasige Vorgängerbauten sowie untertägige Teile der Kath. Pfarrkirche St. Nikola in Landshut. | D-2-7438-0354 |                 |
| Landshut (Standort)                       | Mittelalterlicher Vorgängerbau und untertägige neuzeitliche Befunde sowie Körperbestattungen des hohen und späten Mittelalters im Bereich der Kath. Stadtpfarr- und Kollegiatstiftskirche St. Martin und St. Kastulus in Landshut. | D-2-7438-0355 |                 |
| Landshut (Standort)                       | Mittelalterlicher Vorgängerbau sowie untertägige Teile der ehem. Kath. Spitalkirche Heiliggeist; Körpergräber des Mittelalters und der frühen Neuzeit. | D-2-7438-0356 |                 |
| Landshut (Standort)                       | Mittelalterliche Vorgängerbauten und untertägige Teile des ehem. Dominikanerklosters mit Klosterkirche St. Blasius; neuzeitliche Körpergräber. | D-2-7438-0363 |                 |
| Landshut (Standort)                       | Teilstück eines Holzbohlenwegs vor- und frühgeschichtlicher Zeitstellung sowie mittelalterlicher Vorgängerbau und untertägige Teile der Kath. Kirche St. Sebastian; Körpergräber vermutlich des Mittelalters und der Neuzeit. | D-2-7438-0364 |                 |
| Landshut (Standort)                       | Untertägige spätmittelalterliche und frühneuzeitliche Befunde und Funde im Bereich der gotischen Rochuskapelle mit abgegangenem Siechenhaus und aufgelassenem Friedhof. | D-2-7438-0369 |                 |
| Landshut (Standort)                       | Untertägige Teile des ehem. mittelalterlichen Franziskanerklosters mit untertägigen Teilen der abgebrochenen Klosterkirche; Körpergräber der frühen Neuzeit. | D-2-7438-0370 |                 |
| Landshut (Standort)                       | Untertägige Teile der ehem. Jesuitenkirche St. Ignatius. | D-2-7438-0372 |                 |
| Achdorf Landshut (Standort)               | Untertägige Teile und Vorgängerbauten des ehem. Hofmarksschlosses Achdorf. | D-2-7438-0374 | weitere Bilder  |
| Achdorf Landshut (Standort)               | Mittelalterlicher Vorgängerbau und untertägige Teile der spätmittelalterlichen ehem. Pfarrkirche St. Margareta mit Kirchhof. | D-2-7438-0375 |                 |
| Münchnerau Landshut (Standort)            | Untertägige mittelalterliche und frühneuzeitliche Befunde im Bereich der Kath. Kirche St. Petrus mit Kirchhof in Münchnerau, darunter die Spuren von Vorgängerbauten bzw. älteren Bauphasen. | D-2-7438-0381 |                 |
| Landshut (Standort)                       | Untertägige mittelalterliche und neuzeitliche Teile der Kath. Stadtpfarrkirche St. Jodok. | D-2-7438-0382 |                 |
| Landshut (Standort)                       | Untertägige Teile der ehem. mittelalterlichen Stadtbefestigung mit Wehrtürmen. | D-2-7438-0383 |                 |
| Landshut (Standort)                       | Untertägige Teile des mittelalterlichen Ländtores. | D-2-7438-0384 |                 |
| Landshut (Standort)                       | Untertägige Teile des mittelalterlichen Burghauser Tores (Huetertor). | D-2-7438-0385 |                 |
| Landshut (Standort)                       | Untertägige Teile und Vorgängerbauten des ehem. Franziskanerklosters mit der Kirche St. Loretto. | D-2-7438-0386 |                 |
| Landshut (Standort)                       | Untertägige Teile des frühneuzeitlichen Ursulinenklosters mit Ursulinenkirche. | D-2-7438-0387 |                 |
| Landshut (Standort)                       | Untertägige frühneuzeitliche Befunde und mittelalterlicher Vorgängerbau der Frauen- oder Engelkapelle. | D-2-7438-0392 |                 |
| Landshut (Standort)                       | Untertägige spätmittelalterliche und neuzeitliche Befunde im Bereich der Theklakapelle. | D-2-7438-0393 |                 |
| Berg ob Landshut Landshut (Standort)      | Untertägige mittelalterliche und neuzeitliche Befunde und vermutlich Vorgängerbauten des sog. Adelmannschlösschens. | D-2-7438-0394 | weitere Bilder  |
| Berg ob Landshut Landshut (Standort)      | Untertägige frühneuzeitliche Befunde im Bereich der Kath. Wallfahrtskirche Maria Brünnl. | D-2-7438-0395 |                 |
| Achdorf Landshut (Standort)               | Untertägige frühneuzeitliche Befunde und vermutlicher Vorgängerbau des sog. Ruffinischlösschens. | D-2-7438-0396 |                 |
| Landshut (Standort)                       | Untertägige spätmittelalterliche und frühneuzeitliche Befunde im Bereich von ehem. Franziskanerinnenkirche und -kloster Hl. Kreuz. | D-2-7438-0397 |                 |
| Landshut (Standort)                       | Untertägige frühneuzeitliche Befunde im Bereich von Herzogsgarten und Herzogsschlösschen. | D-2-7438-0398 |                 |
| Landshut (Standort)                       | Mittelalterlicher Vorgängerbau und untertägige Befunde im Bereich des Heiliggeist-Spitals. | D-2-7438-0399 |                 |
| Landshut (Standort)                       | Untertägige mittelalterliche und neuzeitliche Befunde im Hofgarten, mit Ummauerung und sog. Haag unterhalb der Burg | D-2-7438-0400 |                 |
| Landshut (Standort)                       | Untertägige spätmittelalterliche und frühneuzeitliche Teile der abgegangenen Dreifaltigkeitskirche von Landshut, zuvor ehem. mittelalterliche Synagoge. | D-2-7438-0414 |                 |
| Landshut (Standort)                       | Untertägige Teile der spätmittelalterlichen Stadtbefestigung von Landshut mit Toren, Türmen und vorgelagerten Gräben. | D-2-7438-0415 |                 |
| Landshut (Standort)                       | Untertägige Teile eines Abschnitts der hochmittelalterlichen Stadtbefestigung von Landshut. | D-2-7438-0416 |                 |
| Landshut (Standort)                       | Untertägige mittelalterliche und frühneuzeitliche Befunde von Vorgängerbauten der Heilig-Geist-Brücke. | D-2-7438-0453 |                 |
| Landshut (Standort)                       | Bestattungsplatz der Urnenfelderzeit. | D-2-7438-0454 |                 |
| Ergolding Landshut (Standort)             | Siedlung des Neolithikums. | D-2-7438-0465 |                 |
| Achdorf Landshut (Standort)               | Siedlung des späten Mittelalters bzw. der frühen Neuzeit. | D-2-7438-0466 |                 |
| Berg ob Landshut Landshut (Standort)      | Siedlung vor- und frühgeschichtlicher Zeitstellung. | D-2-7439-0002 |                 |
| Frauenberg Landshut (Standort)            | Freilandstation des Mesolithikums, Siedlung allgemein vorgeschichtlicher Zeitstellung, der römischen Kaiserzeit und des frühen Mittelalters sowie mittelalterlicher Burgstall Straßburg mit vermutlich frühmittelalterlicher Vorgängeranlage.                                                                                           | D-2-7439-0005 |                 |
| Frauenberg Landshut (Standort)            | Siedlung des älteren Neolithikums, u. a. der Linearbandkeramik, des Mittelneolithikums, u. a. der Stichbandkeramik/Gruppe Oberlauterbach, der Münchshöfener Gruppe, allgemein neolithischer und vor- und frühgeschichtlicher Zeitstellung, der (frühen) Bronzezeit, der Latènezeit sowie des Mittelalters und der Neuzeit.              | D-2-7439-0006 |                 |
| Frauenberg Landshut (Standort)            | Siedlung vorgeschichtlicher und neolithischer Zeitstellung, u. a. der Linear- und Stichbandkeramik, der Münchshöfener Gruppe, vermutlich der Bronzezeit, der späten Latènezeit sowie des Mittelalters und der Neuzeit. | D-2-7439-0007 |                 |
| Frauenberg Landshut (Standort)            | Verebnetes unregelmäßiges Grabenwerk des Mittelneolithikums (Stichbandkeramik/Gruppe Oberlauterbach), Siedlung vorgeschichtlicher und neolithischer Zeitstellung, u. a. der Münchshöfener, Altheimer und der Chamer Gruppe, der Bronze- und der Urnenfelderzeit sowie der Latènezeit.                                                   | D-2-7439-0008 |                 |
| Frauenberg Landshut (Standort)            | Zwei verebnete Gräben vor- und frühgeschichtlicher Zeitstellung, Siedlung vor- und frühgeschichtlicher Zeitstellung, des Mittelneolithikums (Stichbandkeramik/Gruppe Oberlauterbach) und der Münchshöfener Gruppe sowie des Mittelalters und der Neuzeit.                                                                               | D-2-7439-0009 |                 |
| Frauenberg Landshut (Standort)            | Siedlung der späten Latènezeit. | D-2-7439-0010 |                 |
| Frauenberg Landshut (Standort)            | Siedlung vor- und frühgeschichtlicher Zeitstellung. | D-2-7439-0012 |                 |
| Frauenberg Landshut (Standort)            | Siedlung vor- und frühgeschichtlicher Zeitstellung. | D-2-7439-0014 |                 |
| Frauenberg Landshut (Standort)            | Siedlung vor- und frühgeschichtlicher Zeitstellung. | D-2-7439-0015 |                 |
| Frauenberg Landshut (Standort)            | Siedlung vor- und frühgeschichtlicher Zeitstellung. | D-2-7439-0016 |                 |
| Frauenberg Landshut (Standort)            | Siedlung und verebnetes Grabenwerk vor- und frühgeschichtlicher Zeitstellung. | D-2-7439-0017 |                 |
| Frauenberg Landshut (Standort)            | Siedlung vor- und frühgeschichtlicher Zeitstellung. | D-2-7439-0018 |                 |
| Frauenberg Landshut (Standort)            | Siedlung vor- und frühgeschichtlicher Zeitstellung. | D-2-7439-0019 |                 |
| Frauenberg Landshut (Standort)            | Siedlung vor- und frühgeschichtlicher Zeitstellung. | D-2-7439-0020 |                 |
| Frauenberg Landshut (Standort)            | Siedlung vor- und frühgeschichtlicher Zeitstellung. | D-2-7439-0021 |                 |
| Frauenberg Landshut (Standort)            | Siedlung und verebnetes Grabenwerk vor- und frühgeschichtlicher Zeitstellung. | D-2-7439-0022 |                 |
| Frauenberg Landshut (Standort)            | Siedlung allgemein vorgeschichtlicher Zeitstellung sowie des Mittelalters und der Neuzeit. | D-2-7439-0023 |                 |
| Frauenberg Landshut (Standort)            | Siedlung vor- und frühgeschichtlicher Zeitstellung. | D-2-7439-0024 |                 |
| Frauenberg Landshut (Standort)            | Siedlung des Neolithikums, u. a. der Linearbandkeramik, der Stichbandkeramik/Gruppe Oberlauterbach und der Münchshöfener Gruppe, der Bronze- und Latènezeit sowie des Mittelalters und der Neuzeit. | D-2-7439-0025 |                 |
| Frauenberg Landshut (Standort)            | Siedlung allgemein vorgeschichtlicher und neolithischer Zeitstellung, der Linearbandkeramik, des Mittelneolithikums und der Münchshöfener Gruppe sowie des Mittelalters und der Neuzeit. | D-2-7439-0026 |                 |
| Frauenberg Landshut (Standort)            | Siedlung vor- und frühgeschichtlicher Zeitstellung und der Neuzeit. | D-2-7439-0027 |                 |
| Frauenberg Landshut (Standort)            | Zwei verebnete Gräben vor- und frühgeschichtlicher Zeitstellung. | D-2-7439-0028 |                 |
| Götzdorf Landshut (Standort)              | Siedlung vor- und frühgeschichtlicher Zeitstellung. | D-2-7439-0029 |                 |
| Götzdorf Landshut (Standort)              | Siedlung vor- und frühgeschichtlicher Zeitstellung. | D-2-7439-0030 |                 |
| Hohenegglkofen Landshut (Standort)        | Ebenerdiger Ansitz des Mittelalters. | D-2-7439-0031 |                 |
| Hohenegglkofen Landshut (Standort)        | Siedlung der Latènezeit und des Mittelalters. | D-2-7439-0034 |                 |
| Hohenegglkofen Landshut (Standort)        | Siedlung der späten Latènezeit. | D-2-7439-0035 |                 |
| Hohenegglkofen Landshut (Standort)        | Verebnetes viereckiges Grabenwerk vor- und frühgeschichtlicher Zeitstellung. | D-2-7439-0036 |                 |
| Hohenegglkofen Landshut (Standort)        | Siedlung vor- und frühgeschichtlicher Zeitstellung. | D-2-7439-0037 |                 |
| Hohenegglkofen Landshut (Standort)        | Siedlung vor- und frühgeschichtlicher Zeitstellung. | D-2-7439-0038 |                 |
| Landshut (Standort)                       | Vorgeschichtliche Abschnittsbefestigung Höglberg oder Moniberg mit Siedlungsfunden der Münchshöfener Gruppe, der Bronze- und der Urnenfelderzeit. | D-2-7439-0039 | (D-2-7439-0039) |
| Landshut (Standort)                       | Wohl metallzeitliche Siedlung. | D-2-7439-0040 |                 |
| Schönbrunn Landshut (Standort)            | Vorgeschichtlicher Grabhügel. | D-2-7439-0041 |                 |
| Schönbrunn Landshut (Standort)            | Verebnete Grabhügel der Bronze- und Hallstattzeit. | D-2-7439-0042 |                 |
| Schönbrunn Landshut (Standort)            | Vorgeschichtliche Grabhügel. | D-2-7439-0043 |                 |
| Schönbrunn Landshut (Standort)            | Siedlung des Neolithikums sowie mittelalterlicher Burgstall Kleine Schwedenschanze mit verebnetem äußeren Befestigungsgraben. | D-2-7439-0044 | (D-2-7439-0044) |
| Schönbrunn Landshut (Standort)            | Siedlung vorgeschichtlicher Zeitstellung sowie mittelalterlicher Burgstall Große Schwedenschanze. | D-2-7439-0045 | (D-2-7439-0045) |
| Schönbrunn Landshut (Standort)            | Siedlung des Neolithikums u. a. der Linearbandkeramik, des Mittelneolithikums (Stichbandkeramik/Gruppe Oberlauterbach), der Münchshöfener Gruppe, der späten Bronzezeit und der Latènezeit. | D-2-7439-0046 |                 |
| Schönbrunn Landshut (Standort)            | Körpergräber des frühen Mittelalters. | D-2-7439-0047 |                 |
| Schönbrunn Landshut (Standort)            | Siedlung vor- und frühgeschichtlicher Zeitstellung. | D-2-7439-0048 |                 |
| Schönbrunn Landshut (Standort)            | Mittelalterliche/neuzeitliche Siedlung. | D-2-7439-0049 |                 |
| Schönbrunn Landshut (Standort)            | Siedlung vor- und frühgeschichtlicher Zeitstellung. | D-2-7439-0050 |                 |
| Schönbrunn Landshut (Standort)            | Siedlung vor- und frühgeschichtlicher Zeitstellung. | D-2-7439-0051 |                 |
| Schönbrunn Landshut (Standort)            | Verebnete vorgeschichtliche Grabhügel. | D-2-7439-0052 |                 |
| Schönbrunn Landshut (Standort)            | Verebnetes Grabenwerk vor- und frühgeschichtlicher Zeitstellung. | D-2-7439-0053 |                 |
| Schönbrunn Landshut (Standort)            | Verebnetes Grabenwerk vor- und frühgeschichtlicher Zeitstellung. | D-2-7439-0054 |                 |
| Schönbrunn Landshut (Standort)            | Siedlung vor- und frühgeschichtlicher Zeitstellung. | D-2-7439-0055 |                 |
| Schönbrunn Landshut (Standort)            | Verebnetes Grabenwerk wohl mit zwei Gräben vor- und frühgeschichtlicher Zeitstellung. | D-2-7439-0056 |                 |
| Schönbrunn Landshut (Standort)            | Siedlung vor- und frühgeschichtlicher Zeitstellung. | D-2-7439-0057 |                 |
| Schönbrunn Landshut (Standort)            | Siedlung vor- und frühgeschichtlicher Zeitstellung. | D-2-7439-0058 |                 |
| Schönbrunn Landshut (Standort)            | Verebnetes viereckiges Grabenwerk vor- und frühgeschichtlicher Zeitstellung. | D-2-7439-0059 |                 |
| Schönbrunn Landshut (Standort)            | Verebnete vorgeschichtliche Grabhügel und bzw. oder Siedlung vor- und frühgeschichtlicher Zeitstellung. | D-2-7439-0060 |                 |
| Schönbrunn Landshut (Standort)            | Siedlung vor- und frühgeschichtlicher Zeitstellung. | D-2-7439-0061 |                 |
| Wolfsbach Landshut (Standort)             | Mittelalterlicher Burgstall. | D-2-7439-0062 | (D-2-7439-0062) |
| Wolfsbach Landshut (Standort)             | Mittelalterlicher Burgstall, wohl jüngermetallzeitliche Siedlung. | D-2-7439-0063 | (D-2-7439-0063) |
| Wolfsbach Landshut (Standort)             | Vorgeschichtliche Grabhügel, daraus Funde der Hallstattzeit, Siedlung des Neolithikums. | D-2-7439-0064 |                 |
| Landshut (Standort)                       | Mittelalterlicher Burgstall Schaumburg. | D-2-7439-0065 |                 |
| Landshut (Standort)                       | Mittelalterlicher Burgstall Wolfstein. | D-2-7439-0066 |                 |
| Wolfsbach Landshut (Standort)             | Siedlung der Altheimer Gruppe, der Bronzezeit und der späten Latènezeit. | D-2-7439-0067 |                 |
| Wolfsbach Landshut (Standort)             | Siedlung vor- und frühgeschichtlicher Zeitstellung. | D-2-7439-0068 |                 |
| Wolfsbach Landshut (Standort)             | Siedlung vor- und frühgeschichtlicher Zeitstellung. | D-2-7439-0069 |                 |
| Wolfsbach Landshut (Standort)             | Siedlung und Körpergräber vor- und frühgeschichtlicher Zeitstellung. | D-2-7439-0070 |                 |
| Wolfsbach Landshut (Standort)             | Körpergräber oder Siedlung vor- und frühgeschichtlicher Zeitstellung. | D-2-7439-0071 |                 |
| Wolfsbach Landshut (Standort)             | Siedlung vor- und frühgeschichtlicher Zeitstellung. | D-2-7439-0072 |                 |
| Wolfsbach Landshut (Standort)             | Siedlung vor- und frühgeschichtlicher Zeitstellung. | D-2-7439-0073 |                 |
| Wolfsbach Landshut (Standort)             | Siedlung vor- und frühgeschichtlicher Zeitstellung. | D-2-7439-0074 |                 |
| Wolfsbach Landshut (Standort)             | Siedlung vor- und frühgeschichtlicher Zeitstellung und verebnete vorgeschichtliche Grabhügel. | D-2-7439-0075 |                 |
| Wolfsbach Landshut (Standort)             | Siedlung vor- und frühgeschichtlicher Zeitstellung. | D-2-7439-0076 |                 |
| Wolfsbach Landshut (Standort)             | Siedlung vor- und frühgeschichtlicher Zeitstellung. | D-2-7439-0077 |                 |
| Wolfsbach Landshut (Standort)             | Siedlung vor- und frühgeschichtlicher Zeitstellung. | D-2-7439-0078 |                 |
| Wolfsbach Landshut (Standort)             | Siedlung vor- und frühgeschichtlicher Zeitstellung. | D-2-7439-0079 |                 |
| Wolfsbach Landshut (Standort)             | Siedlung vor- und frühgeschichtlicher Zeitstellung. | D-2-7439-0080 |                 |
| Wolfsbach Landshut (Standort)             | Siedlung vor- und frühgeschichtlicher Zeitstellung. | D-2-7439-0081 |                 |
| Wolfsbach Landshut (Standort)             | Körpergräber vor- und frühgeschichtlicher Zeitstellung. | D-2-7439-0082 |                 |
| Frauenberg Landshut (Standort)            | Neuzeitliche Wüstung Plaika. | D-2-7439-0112 |                 |
| Frauenberg Landshut (Standort)            | Neuzeitliche Wüstung Hilz. | D-2-7439-0113 |                 |
| Frauenberg Landshut (Standort)            | Neuzeitliche Wüstung Hinterholz. | D-2-7439-0114 |                 |
| Frauenberg Landshut (Standort)            | Neuzeitliche Wüstung Sonnleiten. | D-2-7439-0115 |                 |
| Frauenberg Landshut (Standort)            | Neuzeitliche Wüstung Maurerhans. | D-2-7439-0116 |                 |
| Frauenberg Landshut (Standort)            | Neuzeitliche Wüstung Ried. | D-2-7439-0117 |                 |
| Frauenberg Landshut (Standort)            | Neuzeitliche Wüstung Ey. | D-2-7439-0118 |                 |
| Frauenberg Landshut (Standort)            | Siedlung vor- und frühgeschichtlicher Zeitstellung. | D-2-7439-0119 |                 |
| Wolfsbach Landshut (Standort)             | Siedlung vor- und frühgeschichtlicher Zeitstellung. | D-2-7439-0156 |                 |
| Schönbrunn Landshut (Standort)            | Siedlung vor- und frühgeschichtlicher Zeitstellung. | D-2-7439-0157 |                 |
| Frauenberg Landshut (Standort)            | Mittelalterliche Altstraße zur Straßburg. | D-2-7439-0158 |                 |
| Frauenberg Landshut (Standort)            | Mittelalterliche Altstraße nach Frauenberg. | D-2-7439-0159 |                 |
| Frauenberg Landshut (Standort)            | Mittelalterlicher Vorgängerbau und untertägige Teile der Kath. Kirche Mariae Heimsuchung. | D-2-7439-0245 |                 |
| Frauenberg Landshut (Standort)            | Mittelalterliche und neuzeitliche Wüstung Auloh. | D-2-7439-0247 |                 |
| Götzdorf Landshut (Standort)              | Mittelalterlicher Vorgängerbau sowie untertägige Teile der spätmittelalterlichen Kath. Kirche St. Ottilia mit Kirchhof. | D-2-7439-0250 |                 |
| Schönbrunn Landshut (Standort)            | Untertägige mittelalterliche und neuzeitliche Befunde des ehem. Hofmarksschlosses Schönbrunn. | D-2-7439-0251 | weitere Bilder  |
| Frauenberg Landshut (Standort)            | Siedlung vor- und frühgeschichtlicher Zeitstellung sowie des Mittelalters und der Neuzeit. | D-2-7439-0262 |                 |
| Frauenberg Landshut (Standort)            | Siedlung allgemein vorgeschichtlicher Zeitstellung, des Neolithikums, der Latènezeit sowie des Mittelalters und der Neuzeit. | D-2-7439-0263 |                 |
| Wolfsbach Landshut (Standort)             | Siedlung vor- und frühgeschichtlicher Zeitstellung. | D-2-7439-0264 |                 |
| Frauenberg Landshut (Standort)            | Siedlung des Mittelalters und der Neuzeit. | D-2-7439-0265 |                 |
| Götzdorf Kumhausen (Standort)             | Siedlung vorgeschichtlicher Zeitstellung. | D-2-7439-0266 |                 |
| Wolfsbach Landshut (Standort)             | Siedlung allgemein vorgeschichtlicher Zeitstellung, der Latènezeit sowie des Mittelalters bzw. der Neuzeit. | D-2-7439-0268 |                 |
| Wolfsbach Landshut (Standort)             | Siedlung vor- und frühgeschichtlicher Zeitstellung. | D-2-7439-0269 |                 |
| Schönbrunn Landshut (Standort)            | Bestattungsplatz wohl des frühen Mittelalters. | D-2-7439-0321 |                 |
| Hohenegglkofen Landshut (Standort)        | Siedlung vor- und frühgeschichtlicher Zeitstellung. | D-2-7439-0322 |                 |
| Frauenberg Landshut (Standort)            | Siedlung vor- und frühgeschichtlicher Zeitstellung. | D-2-7439-0328 |                 |